# آرتشوي (محطة مترو أنفاق لندن)

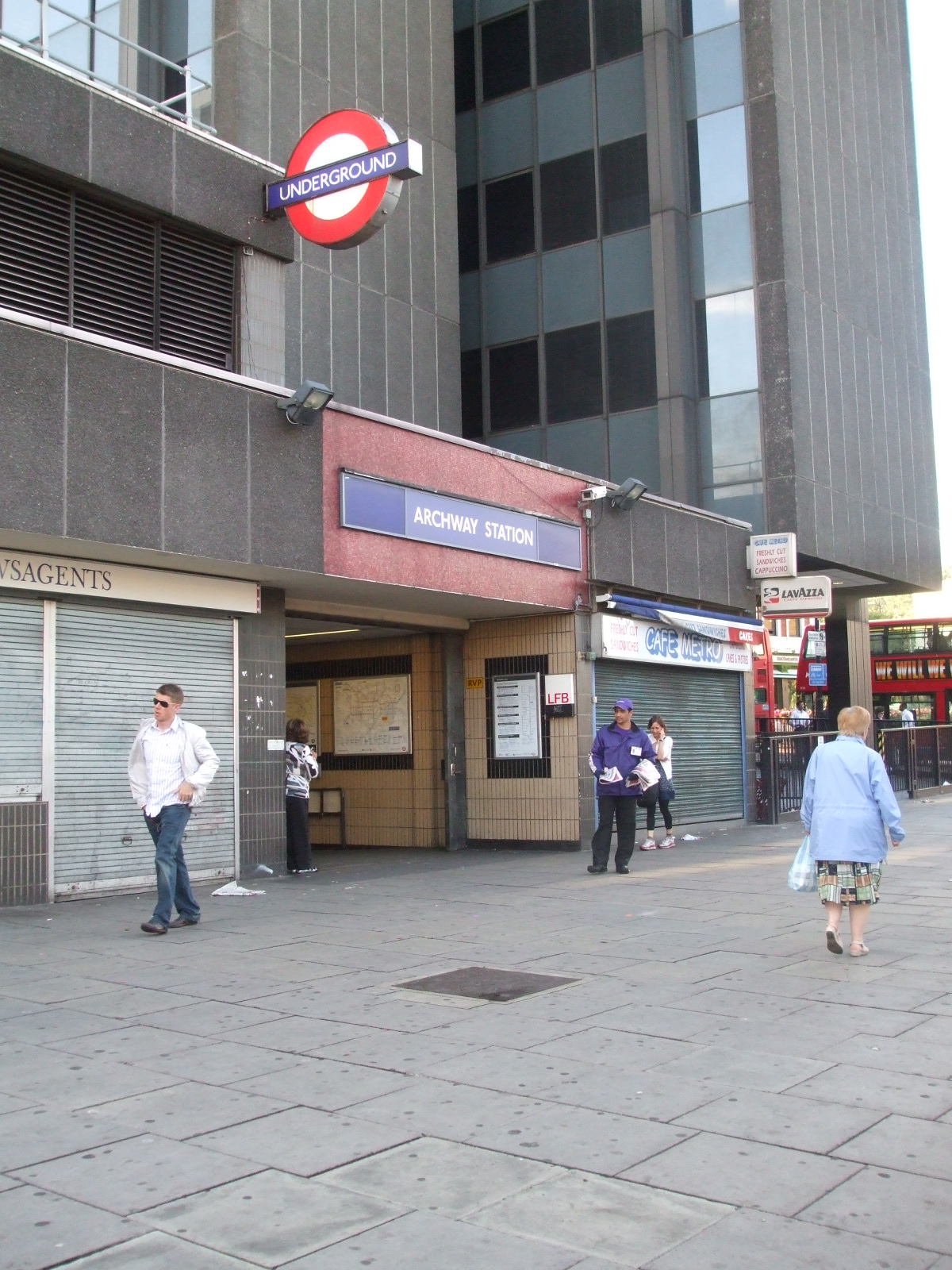
المدخل الرئيسي لمحطة قطار الأنفاق آرتشوي عام 2008

آرتشوي (بالإنجليزية: Archway)‏ هي إحدى محطات مترو أنفاق لندن. تقع على خط نورذيرن افتتحت في المنطقة (Zone) رقم 2 و3 افتتحت في 22 يونيو 1907.